# 中華冰球聯盟
中華冰球聯盟（Chinese-Taipei Ice Hockey League），英文簡稱CIHL，是一個業餘的冰球聯盟，目前共有國際組7隊，公開組6隊。

## 參賽隊伍
| 組別     | 球隊                                        |
| 菁英組   | 維京人、銀色野獸、冰人、颱風                |
| 國際組   | 猛熊、鯊魚、獅子、暴龍、老虎、野狼、犀牛    |
| 公開組   | 殺人鯨、火龍、雲豹、公牛、獵鷹、黃蜂        |
| 俱樂部組 | 維京海盗、老虎、戰神、犀牛、黑豹 、銀色野獸 |